# Saint-Aunix-Lengros
Saint-Aunix-Lengros é uma comuna francesa na região administrativa de Occitânia, no departamento de Gers. Estende-se por uma área de 5,36 km². Em 2010 a comuna tinha 145 habitantes (densidade: 27,1 hab./km²).